# Holophryxus alaskensis
Holophryxus alaskensis är en kräftdjursart som beskrevs av Richardson 1905. Holophryxus alaskensis ingår i släktet Holophryxus och familjen Dajidae.
Artens utbredningsområde är havet utanför Alaska. Inga underarter finns listade i Catalogue of Life.